# Vologèse Ier
Pour les articles homonymes, voir Vologèse.
Ne doit pas être confondu avec Vologèse Ier d'Arménie
Vologèse Ier (Valaxš) est un roi parthe de la dynastie des Arsacides ayant régné de 51 à 78 ap. J.-C.

## Biographie
Vologèse Ier est un fils du roi Vononès II et d’une concubine thrace ; il accède au trône avec l’accord de ses frères.
Vologèse Ier doit mener de longues guerres contre les armées de Rome commandées par Corbulon pour assurer le trône d’Arménie à son frère cadet Tiridate. Le conflit se termine avec la reconnaissance et l’investiture de Tiridate Ier comme roi d’Arménie à Rome par Néron.
La seconde partie de son règne est marquée par la dissidence de Sanabarès en Margiane et une tentative d’usurpation de son fils Vardanès II. Vologèse honore la mémoire de Néron, mais noue aussi de bonnes relations avec Vespasien, à qui il offre une armée de quarante mille archers dans sa guerre contre Vitellius. Le roi doit ensuite faire face aux invasions des peuples scythes auxquelles il résiste avec ses frères Pacorus de Médie et Tiridate Ier d'Arménie vers 72 ap. J.-C.. Ainsi les Alains envahissent l'Atropatène (correspondant aujourd'hui à l'Azerbaïdjan iranien) et l'Arménie arsacide; Vologèse demande de l'aide en vain à Vespasien et fait face seul aux envahisseurs. Les Alains se détournent rapidement non sans avoir pillé et saccagé l'Arménie et la Médie atropatène. Vologèse meurt plus tard en 78, et son fils Vologèse II lui succède.
Le Dênkart, compilation mazdéenne tardive du IXe siècle, rapporte que Vologèse était un mystique et qu'il aurait été à l'origine de la compilation des textes épars de l'Avesta avant la période sassanide.

## Retour aux valeurs iraniennes
Son règne est marqué par une certaine réaction contre l'hellénisme et un retour aux coutumes iraniennes et aux traditions achéménides. Il remplace l'alphabet grec par l'écriture araméenne et sur certaines pièces de monnaie, les initiales de son nom sont rédigées en pahlavi au lieu du grec. Il donne des noms iraniens aux cités grecques de son territoire. Il redonne de la vigueur au culte officiel zoroastrien et pour la première fois un temple du feu est figuré sur le revers des monnaies, habitude qui se prolonge pendant de longs siècles, jusqu'à la fin des Sassanides.
Vologèse Ier fait construire de nouvelles villes comme Vologesocerta (Valakhchkert ou Valakhchgerd or Valakhchkard, ce qui signifie « Valakhch l'a construit ») dans le voisinage de Ctésiphon, avec l'intention d'y installer les habitants de Séleucie du Tigre. Il fonde aussi Vologesias sur les bords d'un canal de l'Euphrate, au sud de Babylone (près d'Al-Hirah).

## Descendance

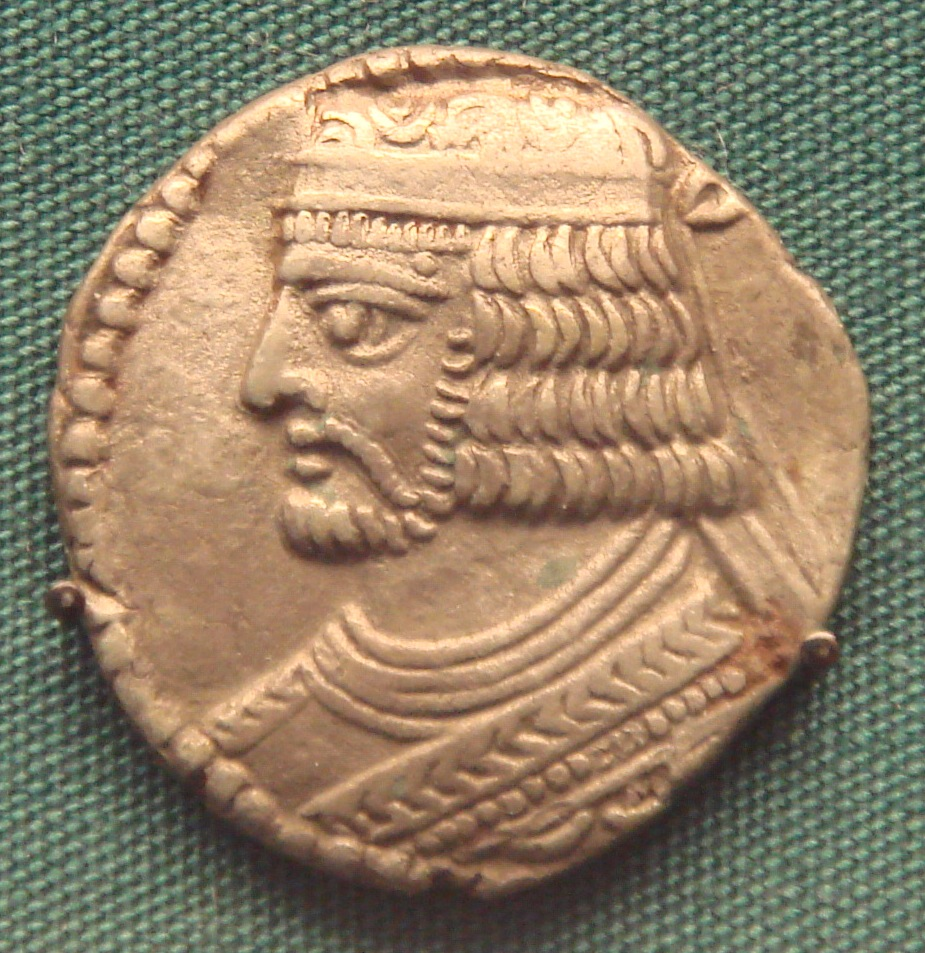
Tétradrachme d'or représentant Vologèse, British Museum.

D'une épouse inconnue, il laisse deux fils :
- Vardanès II, roi des Parthes ;
- Vologèse II, roi des Parthes.